# Умаракаев, Эльдар Абдулбасырович
Эльдар Абдулбасырович Умаракаев (24 октября 1986) — российский кикбоксёр, двукратный чемпион мира и России. Заслуженный мастер спорта России.

## Спортивная карьера
Кикбоксингом занимался с 2000 года. Является воспитанником махачкалинской РСДЮСШОРБИ и спортивной школы «Скорпион», занимался под руководством Касума Гаджиева. В конце сентября 2005 года в Марокко стал чемпионом мира. В мае 2007 года в городе Петушки Владимирской области стал чемпионом России. В конце сентября 2007 года в Белграде во второй раз стал чемпионом мира в разделе К-1. 25 ноября 2008 года ему было присвоено звание заслуженный мастер спорта России.

## Достижения
- Чемпионат России по кикбоксингу К-1 2005 — ;
- Чемпионат мира по кикбоксингу К-1 2005 — ;
- Чемпионат России по кикбоксингу К-1 2007 — ;
- Чемпионат мира по кикбоксингу К-1 2007 — ;

## Личная жизнь
В 2002 году окончил среднюю школу № 10 в Махачкале. Окончил спортивно-педагогический факультет Дагестанского государственного педагогического университета.